# Carol Yager
Carol Ann Yager (Flint, 26 de janeiro de 1960 — Flint, 18 de julho de 1994) é conhecida por ter sido a mulher mais pesada da história. Quando morreu, pesava cerca de 544 kg e tinha altura de 1,70 metros.
Tornou-se talvez mais notável por ter sido a pessoa que perdeu mais peso de forma natural (não cirúrgica), no menor tempo documentado (236 kg em três meses)
Reportagens citaram que seu então namorado quando da realização da medição estimou que seu peso era por volta de 727 kg, mas quando questionado sobre essa estimativa, o médico de Yager não quis comentar.